# Karl Alberti
Karl Alberti (* 15. Dezember 1856 in Asch, Böhmen; † 7. November 1953 in Bayreuth) war ein sudetendeutscher Lehrer und Heimatforscher.

## Leben
Alberti war der älteste Sohn  des Ascher Superintendenten Traugott Alberti und hatte 13 Geschwister. Die Pfarrerfamilie Alberti kam um 1820 vom sächsischen Vogtland nach Asch. Er besuchte die Lehrerbildungsanstalt im schlesischen Bielitz, nach deren Abschluss er an der damit verbundenen Übungsschule wirkte, bevor er an die Übungsschule in Troppau wechselte. In Wien erhielt er eine Anstellung als Volks-, später als Bürgerschullehrer. Bereits in dieser Zeit betätigte er sich schriftstellerisch, so besonders für die Bayreuther Blätter. 1893 wurde Alberti Direktor der ersten Mädchen-, Volks- und Bürgerschule in Asch. Ab 1921 führte er die Stadtchronik von Asch. Als Heimatforscher legte er über 80 Schriften über die Geschichte von Asch vor, er beschäftigte sich dabei u. a. mit den Steinkreuzen der Umgebung, der Anwesenheit Goethes in der Region und der Geschichte des Ascher Ländchens einschließlich der Burg Neuberk, außerdem mit der Biographie von Robert Schumanns erster Verlobter Ernestine von Fricken.

## Werke (Auswahl)
- Der Armeekapellmeister Andreas Leonhardt. Ein Lebensbild aus Alt-Asch, Asch 1929 (Google Books)
- Goethe in Asch und Umgebung, 1932
- Das Evangelium im Ascher Lande, Geschichte der evangelischen Kirchengemeinde Asch
- Beiträge zur Geschichte der Stadt Asch und des Ascher Bezirkes, 4 Bände
- Die Veste Neuberg und ihre einstigen Besitzer, Asch 1925.